# Dora Cadavid
Dora Cadavid (Medellín, 23 de novembro de 1937 — Bogotá, 31 de janeiro de 2022) foi uma atriz, cantora e locutora colombiana. Ficou conhecida no Brasil por sua atuação em produções televisivas como Café com aroma de mulher (1994-1995), onde interpretou dona Cecília (que na trama era a matriarca da família Vallejo), e Betty, a feia (1999-2001), como a amável Inesita (possivelmente o seu papel mais famoso mundialmente).
Cadavid era viúva desde 1993. Aposentada de sua carreira, decidiu viver num lar para idosos após a morte de seu único filho em 2012. Foi lá onde ela passou os seus últimos anos de vida, quando veio a falecer em 31 de janeiro de 2022, aos 84 anos, em decorrência de problemas respiratórios. 
Além disso, ela era a tia materna das atrizes María Cecilia Botero e Ana Cristina Botero. 

## Filmografia
- Amores como el nuestro
- Cartas de amor
- Victoria
- Café, con aroma de mujer
- Divas de media noche
- Tres puntos aparte
- Aquí no hay quien viva
- El amor en los tiempos del cólera
- Trato
- Ex
- Vuelo de la cometa
- Francisco el matemático
- Yo soy Betty, la fea
- Ecomoda
- Mujeres Asesinas